# Veres Pál (polgármester)
Veres Pál (Ózd, 1962. február 15. –) 2019–2024 között Miskolc polgármestere, korábban a miskolci Földes Ferenc Gimnázium igazgatója (1997–2019).

## Pályafutása
1986-ban végzett a debreceni Kossuth Lajos Tudományegyetemen, okleveles matematika-fizika-számítástechnika szakos tanárként. 1986 óta tanít speciális matematika tagozatos osztályokban. Nemzetközi és országos versenyek zsűritagja, feladatkitűzője, középiskolai központi felvételi bizottsági tag, a Digitális Középiskola szervezője és irányítója, az Arany János Tehetséggondozó Program Intézményei Egyesülete elnöke. 1997 óta a Földes igazgatója, 2004 óta óraadó a Miskolci Egyetemen (analízis). Beke Manó- és Graphisoft-díjas (2002).
Bár politikai hivatalt korábban nem töltött be, a 2010-es években többször is meg kellett ütköznie a Kriza Ákos irányította fideszes városvezetéssel. 2011 végén az önkormányzat úgy döntött, hogy a gimnáziumot Széchenyi Istvánról nevezi el. Az egyébként hosszú évek óta zajló névvitában a gimnázium tanárai és diákjai mindvégig kiálltak a Földes név mellett, amely egyrészt országszerte ismert, másrészt egyedi (míg Széchenyi nevét számos más oktatási intézmény viseli), emellett azzal is érveltek, hogy nem igaz, hogy Földes Ferenc neve ideológiai töltetet hordoz, mert bár nevét a kommunista diktatúra alatt kapta az intézmény, az 1943 elején meghalt Földes nem kapcsolódhatott a kommunista önkényuralomhoz. A városvezetés döntésének hírére az iskola csaknem negyvenezer aláírást gyűjtött a városban, melynek hatására az átnevezés lekerült a napirendről.
2012 júniusában ismét összetűzésbe került a városvezetéssel, ekkor ugyanis az önkormányzat annak ellenére döntött úgy, hogy nem hosszabbítja meg Veres igazgatói kinevezését, hogy pályázatát az Oktatási Bizottság elfogadta, addigi eredményeit elismerte, és más pályázó nem is volt a pozícióra. A média és az ellenzék szerint ez egyértelműen Kriza bosszúja volt Veres ellen a névváltoztatási vita miatt. Az önkormányzat színvonalcsökkenésre hivatkozva utasította el Veres pályázatát, ő azonban érveiket tételesen cáfolta. Szeptemberben megbízott igazgatóval indult a tanév, az igazgatói pozícióra közben új jelölt is érkezett, egy nyugdíj előtt álló, általános iskolai tanárnő, akivel szemben a tanári kar, valamint a diákok és a szülők 100%-ban Verest támogatták. Az ügyben demonstrációra is sor került a városháza előtt. 2013 januárjában az iskolaigazgatók kinevezése átkerült állami hatáskörbe, és az EMMI az ügy miatti közfelháborodás hatására kinevezte az intézmény élére Veres Pált.
2019. július 1-jén Veres Pál videóüzenetben jelentette be, hogy független jelöltként elindul az őszi önkormányzati választáson. A városvezetés, valamint a fideszes kötődésű helyi lap, a Minap azonnal támadni kezdte. Kriza augusztus 9-én bejelentette, hogy egészségügyi okokból nem indul a 2019-es önkormányzati választáson. Veres mögé nyolc ellenzéki párt és két civil szervezet állt be, ő lett az egyetlen esélyes jelölt a Fidesz jelöltjével, Alakszai Zoltán városi jegyzővel szemben.
Veres Pál több interjúban is válaszolt a kormánypárt felől őt ért kritikákra. A vád kapcsán, mely szerint az országos középiskolai rangsorban korábban az első tízben szereplő gimnázium a százötvenedik hely alá csúszott le, rámutatott a lista módszertani hibájára: arra, hogy összeállításakor a felnőttképzésben részt vevő, sokszor a kettesért küzdő érettségizők eredményei együtt szerepelnek a nappalis diákokkal, így a lista hátrányosan különbözteti meg a felnőttképzést is felvállaló iskolákat. Arra a vádra, mely szerint Gyurcsány Ferenc embere lenne, elmondta, hogy életében egyszer találkozott Gyurcsánnyal, amikor a Földes új épületszárnyának 2003-as átadásán ifjúság- és sportügyi miniszterként őt delegálta a kormány az átadó ünnepségre. Ekkor készült egyetlen közös fényképük is, mellyel a Fidesz megpróbálta lejáratni.
2019. október 13-án a szavazatok 54,8%-át szerezte meg, ezzel ő lett a város polgármestere.
Nem ő a Földes első igazgatója, aki a városházáért hagyta ott a gimnáziumot: elődje, Kormos Vilmos a polgármesteri hivatal közoktatási és művelődési főosztályvezetője lett 1997-ben. Veres helyére a gimnázium élén Fazekas Róbert került, aki már korábban is vezette megbízott igazgatóként az intézményt, mikor a városvezetés nem volt hajlandó meghosszabbítani Veres kinevezését.
A 2024-es választáson nem indult, helyét októbertől Tóth-Szántai József vette át.